# Le Brigand Briquambroque (film)
Ne doit pas être confondu avec Le Brigand Briquambroque (roman).
Pour plus de détails, voir Fiche technique et Distribution.
Le Brigand Briquambroque (Der Räuber Hotzenplotz) est un film germano-suisse d'aventures et de fantasy pour enfants réalisé par Michael Krummenacher (de) et sorti en 2022.
Il s'agit d'une adaptation du roman homonyme Le Brigand Briquambroque (Der Räuber Hotzenplotz) d'Otfried Preußler (1923–2013) paru en 1962.

## Synopsis
Dans un village campagnard, le rusé brigand Briquambroque attaque la grand-mère de Gaspard et lui vole son moulin à café, qui représente pour elle une valeur particulière, car Gaspard et son ami Petit-Pierre le lui ont offert pour son anniversaire. De plus, le moulin à café peut jouer la chanson préférée de la grand-mère, Alles neu macht der Mai. Gaspard et Petit-Pierre sont deux enfants inventifs et ils décident d'attraper le brigand Briquambroque, car ils n'en croient pas le sergent Ratapoil capable. Le brigand Briquambroque ne vit de toute évidence pas au village et rôde souvent dans la forêt, mais personne ne sait où il se terre. Pour découvrir où le brigand a sa cachette, Gaspard et Petit-Pierre remplissent une caisse en bois de sable et écrivent dessus « Attention à l'or ! ». Ils percent ensuite un trou dans le fond de la caisse qu'ils ferment avec une allumette. Après que les deux enfants apportent la boîte dans la forêt, le brigand Briquambroque apparaît et vole la boîte et se la mettant sur le dos. Gaspard parvient à retirer discrètement l'allumette et à se mettre en sécurité. Pensant que la boîte contient de l'or, le brigand la traîne dans sa caverne de brigand. Là, il découvre le véritable contenu de son butin et la trace laissée par le sable qui a ruisselé jusqu'à sa cachette.
Briquambroque répand une deuxième trace avec le reste du sable de la caisse, qui mène à une fosse à côté de sa caverne de brigand. Lorsque Gaspard et Petit-Pierre découvrent la deuxième piste, ils décident de se séparer et tombent dans le piège du brigand. Alors que Gaspard tombe dans la fosse, Petit-Pierre reçoit une décharge de poivre du pistolet du brigand. Les deux enfants sont ensuite fait prisonnier par Briquambroque.

## Fiche technique
- Titre français : Le Brigand Briquambroque [1]
- Titre original : Der Räuber Hotzenplotz[2]
- Réalisation : Michael Krummenacher (de)
- Scénario : Matthias Pacht (de), d'après le roman homonyme d'Otfried Preußler paru en 1962.
- Photographie : Marc Achenbach (de)
- Montage : Max Fey (de)
- Musique : Niki Reiser
- Décors : Tilman Lasch, Gabriele Roß
- Effets visuels : Nils Engler
- Costumes : Rudolf Jost, Heiner Wiedemann
- Production : Ulrike Putz (de), Jakob Claussen (de)
- Sociétés de production : Claussen + Putz Filmproduktion GmbH (Munich) ; Zodiac Pictures International (Lucerne)
- Format : couleurs - 1,85:1
- Pays de production :  Allemagne -  Suisse
- Langue de tournage : allemand
- Genre : film d'aventures, fantasy, conte pour enfants
- Durée : 106 minutes
- Dates de sortie : 
  - Allemagne : 24 juin 2022 (Festival du film de Munich) ; 8 décembre 2022 (sortie nationale)
  - Suisse : 24 septembre 2022 (Festival du film de Zurich)
  - France : 24 décembre 2022 (vidéo à la demande)

## Distribution
- Nicholas Ofczarek : Le brigand Briquambroque (Hotzenplotz en VO)
- Hans Marquardt : Gaspard (Kasperl en VO)
- Benedikt Jenke : Petit Pierre (Seppel en VO)
- August Diehl : Le magicien Mirliflore Taillevent (Petrosilius Zwackelmann en VO)
- Hedi Kriegeskotte : Grand-mère
- Christiane Paul : Mme Latremblote (Schlotterbeck en VO)
- Olli Dittrich : l'agent de police Ratapoil (Dimpfelmoser en VO)
- Luna Wedler : Fée Amaryllis
- Maximilian Gehrlinger : Policier Moûdebière (Sauerbier en VO)
- Katja Preuß : Evelyn Moosbacher, maître-boucher

## Production
Le tournage a eu lieu du 28 avril au 25 juin 2021 en Allemagne (Bavière, Saxe-Anhalt et Thuringe) ainsi qu'en Suisse, notamment les ruines du château de Neu-Falkenstein à Balsthal dans le canton de Soleure. En Allemagne, le tournage s'est notamment déroulé à Blankenburg et Quedlinbourg dans l'arrondissement de Harz, le château d'Allstedt dans l'arrondissement de Mansfeld-Harz-du-Sud et le château de Trausnitz à Landshut ainsi que le Fränkisches Freilandmuseum Fladungen (de).
Le budget s'élevait à environ 9 millions de francs suisses. Le film a été produit par la société munichoise Claussen + Putz Filmproduktion GmbH, la société lucernoise Zodiac Pictures et la société Studiocanal, avec la participation de la ZDF, de la SRF et de la SRG. Le film a été soutenu par le FilmFernsehFonds Bayern, la Filmförderung der Beauftragten der Bundesregierung für Kultur und Medien, le Deutscher Filmförderfonds, la Filmförderungsanstalt et la Mitteldeutsche Medienförderung,.

## Accueil public
Le film est sorti le 8 décembre 2022 en Allemagne et a enregistré 155 000 entrées dans 719 salles à la fin du premier week-end. Il s'est classé en première place du box office allemand. Jusqu'en janvier 2023, Le Brigand Briquambroque a attiré plus de 850 000 spectateurs dans les salles de cinéma.  Le film est devenu la troisième production allemande la plus populaire de l'année cinématographique 2022.